# NGC 4308
NGC 4308 (другие обозначения — UGC 7426, MCG 5-29-69, ZWG 158.88, PGC 40011) — эллиптическая галактика (E) в созвездии Волосы Вероники.
В области галактики производился поиск нейтрального атомарного водорода, но скорее всего он относится к её спутнику, UGC 7438. Даже если обнаруженный нейтральный водород находится в NGC 4308, его доля в массе галактики очень мала и составляет менее 1% звёздной массы галактики.
Этот объект входит в число перечисленных в оригинальной редакции «Нового общего каталога».